# 4578 Kurashiki
4578 Kurashiki este un asteroid din centura principală, descoperit pe 7 decembrie 1988 de Tsutomu Seki.